# باول وودز
باول وودز هو لاعب هوكي الجليد كندي، ولد في 12 أبريل 1955.

## وصلات خارجية
- باول وودز على موقع دوري الهوكي الوطني (الإنجليزية)
- باول وودز على موقع EliteProspects.com (الإنجليزية)
- باول وودز على موقع HockeyDB.com (الإنجليزية)
- باول وودز على موقع Hockey-Reference.com (الإنجليزية)